# Lauritz Christiansen (atlet)
 Der er flere personer med dette navn, se Lauritz Christiansen (sejlsportsmand).
Karl Lauritz Christiansen (27. december 1892 København – 4. oktober 1976, Frederiksberg) var en dansk atlet.
Christiansen var hele karrieren medlem af Københavns FF (senere Københavns IF). Han deltog terrænløbet ved OL 1912 i Stockholm hvor han blev nummer 14 individuelt og nummer 5 i holdkonkurancen. Vandt et Danmarks mesterskab; 15 km terrænløb 1913 og vandt dermed Kongepokalen. Det blev til DM-bronze i terrænløb 1918 og han vandt Fortunløbet 1913 og 1914. Han gjorde sig også gællende på banen hvor det på 5000 meter blev til DM-sølv både 1911 og 1912. På 1500 meter blev til DM-sølv 1918 samt DM-bronze 1917 og 1919. 2. juli 1918 løb han i København 1500 meter på 4.10.0, hvilket var det års 7. bedste tid i verden.